# Rondalla meravellosa
Una rondalla meravellosa és una rondalla que es caracteritza pel fet que hi apareixen elements sobrenaturals. En el gènere de rondalles, són les més complexes. Són totes fruit de la literatura oral, que amb l'avinguda de la impressió es van adulterar o edulcorar. Es transmetien de generació a generació.
Es construeixen a partir d'un motiu central i d'un conjunt de motius secundaris. D'entrada s'exposa un desig o necessitat que cal satisfer, una dissort que cal reparar. El nus desenvolupa totes les peripècies i dificultats que ha de superar l'heroi per aconseguir-ho. Finalment, reïx el repte i rep una recompensa. Conten les característiques universals i l'estructura fixa de les rondalles en general: final feliç, estructura narrativa i fórmules fixes d'obertura com ara «Hi havia una vegada…» i de clausura: «I tots van viure en pau i alegria. I de segur que, si no són morts, encara són vius.».
Els personatges que hi intervenen són els següents:
- L'heroi és el protagonista del relat. Representa la lluita contra l'adversitat en forma de proves o enfrontaments…). Malgrat l'antagonista (el fals heroi, l'agressor) i amb l'ajuda de les forces positives (el donador, l'auxiliar) obtindrà la mà de la princesa.
- El fals heroi vol suplantar la personalitat del protagonista. Mai no se'n surt.
- L'agressor s'enfronta amb l'heroi.
- El donador és aquell que, per atzar, troba l'heroi i l'ajuda per assolir els seus objectius.
- El comanador és el personatge que crea el mòbil perquè l'heroi emprengui l'aventura.
- La princesa i el pare sempre són presents en aquesta mena de relats. Un mateix personatge pot acomplir més d'una funció.

## Edicions de rondalles meravelloses editades als Països Catalans
- 1896: Aplec de Rondaies Mallorquines d’En Jordi d’es Racó volum iii: Rondaies meravelloses[4]
- 1924: Rondalles meravelloses arreplegades per Valeri Serra i Boldú, publicades el 1924
- 1948: Les cent millors rondalles populars, per Joan Amades i Gelats. El recull conté rondalles dels tres gèneres principals[5]
- 2010: Rondalles meravellos de la Ribera[6]